# محمد ابراهيم خان الغفاري

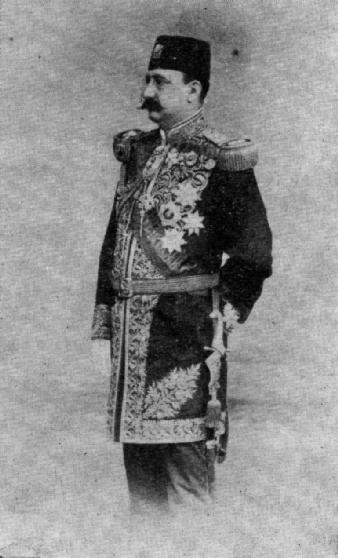
صورة لمحمد الغفاري

محمد إبراهيم خان الغفاري (الفارسية: محمدابراهیم خان غفاری؛ 1859/60 – تشرين الثاني/كانون الأول 1918) كان دبلوماسيًا ووزيرًا إيرانيًا في أواخر عهد القاجاريين. كان عضوًا في عائلة الغفاري، وهو ابن المسؤول رفيع المستوى فاروخ خان [الإنجليزية]
.